# Francesco Martinez
Francesco Martinez (Messina, 2 gennaio 1718 – Torino, 7 maggio 1777) è stato un architetto italiano.
Era figlio del pittore Antonio Martinez e di Giuseppa Franchi. Il padre era fratello dello scultore Simone Martinez e nipote, per parte della madre Natalizia Juvarra, di Filippo Juvarra. Non va confuso con l'omonimo cugino, figlio dello zio Simone, anch'egli collaboratore di quest'ultimo nel suo laboratorio artistico.

## Biografia
Iniziò la sua attività artistica nell'atelier di pittura del padre Antonio finché, verso il 1730, venne inviato a Roma presso il laboratorio dello zio Simone, che ospitava già come apprendista il fratello Andrea.
A contatto con il famoso prozio e gli altri architetti del tempo da lui frequentati, tra i quali Luigi Vanvitelli e Pietro Passalacqua (quest'ultimo cognato dello zio Simone), trovò la sua strada come disegnatore architettonico. Quando lo zio Simone si trasferì a Torino come scultore di corte dei Savoia, lo seguì entrando come giovane di studio nel laboratorio di Benedetto Alfieri, nel quale si affermò a poco a poco, intervenendo anche in opere che vengono comunque attribuite all'Alfieri e verso gli ultimi anni di vita di quest'ultimo, assumendo anche incarichi da questi declinati per motivi di salute. Nel 1767, anno della morte dell'Alfieri, sposò la figlia di un banchiere, Atonia Ricaud. Nel 1773 venne nominato Primo architetto regio da Vittorio Amedeo III.
Ricevette nel 1773, a seguito del decesso di Carlo Emanuele III di Savoia, l'incarico della progettazione della cripta delle tombe dei reali presso la Basilica di Superga. Nel 1775 elaborò il progetto per la trasformazione definitiva del Castello di Moncalieri in palazzo residenziale.
Egli fu anche incaricato del progetto scenografico di feste importanti quali, ad esempio, gli apparati e le luminarie delle facciate dei palazzi Reale e Madama in occasione della celebrazione delle nozze del duca del Chiablese Benedetto Maurizio con Maria Anna di Savoia avvenute il 19 marzo 1775.
Eseguì inoltre incarichi di progettazione ed esecuzione di opere d'architettura anche per privati e per enti religiosi.
Morì all'età di soli 59 anni, il 7 maggio 1777 e venne sepolto nella cripta della Chiesa della Santissima Annunziata ove una lapide ne rinnova la memoria.

## Opere
(Elenco incompleto)
- Palazzo San Marino della Motta a Torino, in via Garibaldi n. 33[1]
- Cripta dei sepolcri dei re sabaudi nella Basilica di Superga
- Progetto di restauro del Castello di Moncalieri
- Cappella Regia del Castello di Moncalieri[2]
- Altare e balaustra della cappella dell'Addolorata nella Chiesa della Santissima Annunziata a Torino
- Altare della cappella dei Santi Cosma e Damiano nella chiesa di San Francesco d'Assisi a Torino
- Progetto della chiesa parrocchiale di San Martino Vescovo di Albiano d'Ivrea